# Chersotis iberica
Chersotis iberica là một loài bướm đêm trong họ Noctuidae.